# Saint-Palais (Gironda)
Saint-Palais es una población y comuna francesa del departamento de Gironda en la región de Nueva Aquitania.

## Geografía
Está situado en el Blayais. Produce vinos de la AOC Blaye. 

## Demografía
| 402 | 452 | 396 | 443 | 409 | 420 | 512 |
| Para los censos de 1962 a 1999 la población legal corresponde a la población sin duplicidades (Fuente: INSEE [Consultar]) |     |     |     |     |     |     |